# Watheroo
Watheroo is een plaats in de regio Wheatbelt in West-Australië.

## Geschiedenis
Ten tijde van de Europese kolonisatie vormde de streek de grens tussen de gebieden van de Amangu en Juat Nyungah Aborigines.
In april 1836 ontdekte en verkende George Fletcher Moore de rivier Moore. Tussen 1841 en 1845 werd de Victoria-vlakte ontdekt. Pastoralisten begonnen zich in de streek te vestigen. James Oliver vestigde er zich in 1851, op een 80 km² groot landgoed dat hij 'Marah' noemde. Hij verkocht het enkele jaren later aan Joseph Purser uit Gingin die het in 1868 overliet aan het benedictijnenklooster van New Norcia. In 1873 vermeldde een landmeter voor het eerst de naam Watheroo. Het was de aboriginesnaam voor een nabijgelegen waterbron en werd vermoedelijk afgeleid van ofwel 'wardo', wat "kleine vogel" betekende, ofwel 'wardoro', wat "water" zou betekend hebben.
De Midland Railway Company opende in 1894 de spoorweg tussen Midland en Walkaway die Perth met Geraldton verbond. De spoorweg liep door de streek en Watheroo was een van de oorspronkelijke haltes op het traject. Dat jaar werd ook met de bouw van het spoorwegstation van Watheroo begonnen. Op 24 november 1894 stopte de eerste trein in het nieuwe station. Tot 1907, het jaar dat het postkantoor opende, was de stationschef ook postmeester. In oktober 1907 werd Watheroo officieel gesticht. In 1919 werd in Watheroo een observatorium gebouwd om de zonneactiviteit op basis van magnetisme te bestuderen. Het observatorium bleef tot 1959 in bedrijf. Het eerste graan in de streek werd in 1927 geoogst en in 1938 werd langs de spoorweg een graansilo gebouwd. Tijdens de Tweede Wereldoorlog reden er speciale legertreinen naar de legerbasis in Mingenew. Vanaf 1946 werden de reizigerstreinen vervangen door busdiensten. In 1964 werd de spoorweg overgenomen door Western Australian Government Railways. In 1989 werd de oorspronkelijke graansilo afgebroken.

## Beschrijving
Watheroo maakt deel uit van het landbouwdistrict Shire of Moora. Het is een verzamel- en ophaalpunt voor de oogst van de graanproducenten uit de streek die bij de Co-operative Bulk Handling Group aangesloten zijn.
In 2021 telde Watheroo 137 inwoners tegenover 275 in 2006.

## Transport
Watheroo ligt langs de Midlands Road, een historische weg tussen Perth en Geraldton, 214 kilometer ten noorden van Perth, 98 kilometer ten oosten van Jurien Bay en 38 kilometer ten noorden van Moora. Transwa's N2-busdienst houdt enkele keren per week halt in Watheroo.
Over de Midland-spoorweg die langs Watheroo loopt rijden enkel goederentreinen, voornamelijk graantreinen van de CBH Group.

## Toerisme
- De Watheroo Wildflower Drive is een toeristische rondrit in de omgeving van Watheroo. Van juli tot november kan men een grote verscheidenheid aan wilde bloemen waarnemen met onder meer de kwetsbare Eucalyptus rhodantha (En: Rose Mallee). 's Zomers kleuren enkele meren langs de route roze.
- In het nabijgelegen nationaal park Watheroo kan men de Jingemia Cave bezichtigen.
- Het meer dan 100 jaar oude spoorwegstation biedt onderdak aan een taverne.[13]

## Klimaat
Watheroo kent een warm mediterraan klimaat, Csa volgens de klimaatclassificatie van Köppen. De gemiddelde jaarlijkse temperatuur bedraagt 18,6 °C en de gemiddelde jaarlijkse neerslag ligt rond 421 mm.
Aldersyde · Amery · Ardath · Arthur River · Baandee · Babakin · Badgingarra · Badjaling · Bailup · Bakers Hill · Balkuling · Ballaying · Ballidu · Beacon · Beenong · Beermullah · Bejoording · Belka · Bencubbin · Bendering · Benjaberring · Beverley · Bilbarin · Bindi Bindi · Bindoon · Bodallin · Bolgart · Bonnie Rock · Boolading · Booraan · Brookton · Bruce Rock · Bullaring · Bullfinch · Bulyee · Bungulla · Buntine · Burakin · Burracoppin · Cadoux · Calingiri · Campion · Caraban · Carrabin · Cataby · Cervantes · Chandler · Chittering · Clackline · Cold Harbour · Congelin · Coomberdale · Copley · Corrigin · Cowcowing · Crossman · Cuballing · Culbin · Cunderdin · Dalwallinu · Dandaragan · Dangin · Darkan · Dattening · Dongolocking · Doodlakine · Dowerin · Dudinin · Dumbleyung · Duranillin · Dwarda · Ejanding · Elabbin · Erikin · Gabbin · Gingin · Goomalling ·  Grass Valley · Greenhills · Guilderton · Gwambygine · Harrismith · Highbury · Hines Hill · Holt Rock · Hyden · Jelcobine · Jennacubbine · Jennapullin · Jitarning · Jurien Bay · Kalannie · Karlgarin · Kellerberrin · Kondinin · Kondut · Koojan · Koolyanobbing · Koorda · Korbel · Korrelocking · Kukerin · Kulin · Kulja · Kulyaling · Kunjin · Kununoppin · Kweda · Kwelkan · Kwolyin · Lancelin · Lake Brown · Lake Grace · Lake King · Ledge Point · Manmanning · Marvel Loch · Meckering · Meenaar · Merredin · Miling · Minnivale · Mogumber · Mokine · Moodiarrup · Mooliabeenee · Moora · Moorine Rock · Moorumbine · Moulyinning · Mount Hardey · Mount Kokeby · Mount Walker · Muchea · Mukinbudin · Muntadgin · Nalya · Nangeenan · Narembeen · Narrogin · New Norcia · Newdegate · Nilgen · Nokaning · North Bannister · Northam · Nukarni · Nungarin · Pantapin · Piawaning · Piesseville · Pingaring · Pingelly · Pithara · Popanyinning · Quairading · Quindanning · Regans Ford · Seabird · Shackleton · Southern Cross · Spencers Brook · Tammin · Tincurrin · Toodyay · Trayning · Varley · Wagin · Walebing · Walgoolan · Wandering · Wannamal · Watheroo · Welbungin · West Dale · West Toodyay · Westonia · Wialki · Wickepin · Wilbinga · Williams · Wongan Hills · Woodridge · Wubin · Wundowie · Wyalkatchem · Yealering · Yelbeni · Yellowdine · Yilliminning · Yerecoin · York · Yorkrakine · Yornaning · Yoting · Youndegin